# Marco Vitali
Marco Vitali (* 	18. Juli 1960 in Fano, Italien) ist ein ehemaliger italienischer Radrennfahrer, welcher von 1983 bis 1991 aktiv war.
Als Amateur bestritt Vitali für die italienische Nationalmannschaft die Internationale Friedensfahrt 1982 und beendete das Etappenrennen als 14. der Gesamtwertung. In diesem Jahr gewann er auch zum ersten Mal den Gran Premio di Lugano und wurde Zweiter der italienischen Amateurmeisterschaft.
Anschließend wurde er 1983 Profi beim Radsportteam Del Tongo. Sein bedeutendster Profierfolg war der Sieg auf der 17. Etappe des Giro d’Italia 1987. Außerdem gewann er zwei weitere Male, 1988 und 1990, den Gran Premio di Lugano. Seine beste Platzierung bei einem Klassiker gelang ihm beim Giro di Lombardia 1991, den er als Zehnter beendete. Zweimal wurde er Gesamtneunter der Tour de Suisse, 1985 und 1990.

## Palmarès
1981
- Gran Premio di Lugano
- Italienische Straßenmeisterschaft (Amateure)

1985
- Mannschaftszeitfahren Giro d’Italia

1987
- eine Etappe  Giro d’Italia

1988
- Gran Premio di Lugano

1990
- Gran Premio di Lugano